# کوه دنیل
کوه دنیل (به انگلیسی: Mount Daniel) یک کوه در ایالات متحده آمریکا است که در واشینگتن واقع شده‌است.